# Maria Casadevall
Pour les articles homonymes, voir Casadevall et Gonzaga.
Maria Casadevall, née le 24 juillet 1987 à São Paulo, est une actrice brésilienne.

## Biographie
En 2019, elle tient l'un des rôles principaux dans la série Coisa Mais Linda.

## Filmographie
- 2011 : Lara com Z (série télévisée) : Tininha
- 2014 : Amor à Vida (série télévisée) : Patrícia Mileto
- 2015 : Depois de Tudo : Bebel jovem
- 2015 : I Love Paraisópolis (série télévisée) : Margot (3 épisodes)
- 2014-2016 : Lili a Ex (série télévisée) : Lili (26 épisodes)
- 2017 : Vade Retro (mini-série) : Lilith
- 2017 : A Ordem do Caos... Ou (court-métrage) : Ana
- 2017 : Dark Days (série télévisée) : Rimena Garcia (75 épisodes)
- 2018 : Mulheres Alteradas : Leandra
- 2018 : Ilha de Ferro (série télévisée) : Júlia Bravo (12 épisodes)
- 2019 : Coisa Mais Linda (série télévisée) : Malú, Maria Luíza Carone Furtado (7 épisodes)